# حزب شباب التحرير

شعار حزب شباب التحرير

حزب شباب التحرير تكوّن عقب ثورة 25 يناير وهو تحت التأسيس، كان رئيسه وائل الإبراشي، مؤسسه ووكيل المؤسسين «خالد متولي يونس حسن» وهو رئيسه الحالي (انظر خالد يونس).